# Route 4 (Uruguay)
Pour les articles homonymes, voir Route 4.
La route 4 (espagnol : ruta 4) est l'une des routes nationales de l'Uruguay. Il traverse les départements d'Artigas, Salto, Paysandú, Río Negro et Durazno. Cette route a été désignée sous le nom d'« Andrés Artigas », par la loi 14361 du 17 avril 1975, en l'honneur du leader des Provinces-Unies du Río de la Plata,.

## Tracé
Cette route comporte plusieurs sections discontinues. Le premier tronçon commence au 222e km de la route 5, aux abords de la ville de Carlos Reyles, dans le département de Durazno, puis prend la direction sud-nord-ouest en passant par le barrage de Baygorria et continue son parcours dans le département de Rio Negro jusqu'à la jonction avec la route 20 dans la zone connue sous le nom de « El Progreso », où le premier tronçon se termine.
Le deuxième tronçon commence dans la ville de Guichón, dans le département de Paysandú, et se poursuit en direction sud-nord au 100e km de la route 26, dans le district d'Eucaliptus.
Le tronçon suivant commence au 110e km de la route 26 et continue son parcours en direction sud-nord en coïncidant avec de multiples routes départementales, son tracé devient plein de virages jusqu'à la ville de Biassini dans le département de Salto, à partir de là la route reprend des caractéristiques de route nationale. Plus au nord, elle entre dans le département d'Artigas et le traverse en direction du sud-nord-est jusqu'à quelques kilomètres au sud-ouest de la ville d'Artigas, où elle rejoint par un rond-point la route 30 qui sert d'accès à la ville d'Artigas. 